# 辛卡米克
辛卡米克（日语： Sinkcomic，1983年12月3日—），臺灣網路漫畫家及遊戲實況主，本名高商議，出生於桃園市，居住於臺北市，曾就讀淡江大學數學系。在個人臉書粉絲專頁中發布作品，以大量時而搞笑時而發人省思的單幅漫畫吸引上萬餘人按讚，作品多為以貓為主題。以SINKO為筆名著有《宅神爺報到！辛卡米克塗鴉日記》一書。辛卡米克創意有限公司持有者。

## 個人生活
自辛卡米克活躍以來，其家庭一共認養了10只貓（順序為：阿草、阿尼、阿馬、麥麥、芽芽、糖糖、七七、龍龍）。其中布布為暫時認養，後期經由其友人照顧。淇淇與霜霜為寄養，淇淇（後改名為七七）已經由妻子小嵐確認正式領養，而霜霜則另尋主人。其中阿草及阿馬已逝世。
2021年6月22日，妻子小嵐生下一名男孩（小名巴斯）。
2025年2月4日，宣布小嵐懷上第二胎（女孩，小名菲比）。

## 外部連結
- 辛卡米克的Facebook專頁
- 辛卡米克的X（前Twitter）
- Meow Meow Arupaca 日本
- 辛卡米克日文 公式 （页面存档备份，存于）